# Тоуть Пхыан
Тоуть Пхыан (кхмер. តូច ភឿន [touc pʰɨən], ? — 1977), также известен как Пхин — камбоджийский коммунистический политик, революционер, министр общественных работ Камбоджи (Демократической Кампучии). Член Коммунистической партии Кампучии. Репрессирован в 1977 году по обвинению в государственной измене.

## Биография
Тоуть Пхыан был близким другом и соратником министра информации — Ху Нима. 25 января 1977 года был арестован Секретарь по вопросам торговли — Кой Тхуон, на следующий день был арестован Тоуть Пхыан.